# Lightiella serendipita
Espèce
Lightiella serendipita est une espèce de céphalocarides de la famille des Hutchinsoniellidae.

## Distribution
Cette espèce est endémique de Californie aux États-Unis. Elle se rencontre dans la baie de San Francisco dans l'océan Pacifique.

## Publication originale
- Jones, 1961 : Lightiella serendipita gen. nov., sp. nov., a cephalocarid from San Francisco Bay, California. Crustaceana, vol. 3, no 1, p. 31-46.